# هانس برجلاند
هانس برجلاند (بالسويدية: Hans Berglund)‏ هو كاياكير سويدي، ولد في 24 فبراير 1918 في ستوكهولم في السويد، وتوفي بنفس المكان في 17 سبتمبر 2006.

## وصلات خارجية
- هانس برجلاند على موقع اللجنة الأولمبية الدولية (الإنجليزية)
- هانس برجلاند على موقع أوليمبيديا (الإنجليزية)
- هانس برجلاند على موقع اللجنة الأولمبية السويدية (السويدية)